# Examen ICFES
El Saber 11, popularmente conocido como ICFES (No confundir con el Instituto Colombiano para la Evaluación de la Educación), es un examen de egreso de bachillerato administrado anualmente en el grado 11 en el bachillerato colombiano. El examen es estandarizado, similar a los exámenes SAT y ACT que realizan los estudiantes de secundaria en Estados Unidos y al Abitur alemán o a la Selectividad en España. El propósito del examen es evaluar la aptitud de los estudiantes en cinco materias: lectura crítica, matemáticas, estudios sociales, ciencias e inglés. Cada pregunta del examen tiene cuatro respuestas de opción múltiple, excepto la sección de inglés, que ofrece entre tres y ocho respuestas posibles para cada pregunta.

## Propósito
El examen suele ser realizado por los estudiantes de último año de secundaria, pero también pueden hacerlo los estudiantes que ya han obtenido sus diplomas y quieren mejorar sus resultados. El examen pretende medir las habilidades académicas básicas necesarias para el éxito universitario, como la lectura crítica, el razonamiento cuantitativo, las habilidades cívicas, el razonamiento científico y el dominio de un segundo idioma.
El ICFES, que significa Instituto Colombiano para el Fomento de la Educación Superior, es la institución encargada de la administración del examen a nivel nacional. El instituto también utiliza los resultados con fines de investigación y diseño de políticas públicas para el mejoramiento de la educación secundaria en toda Colombia.
Tanto las universidades privadas como las públicas de Colombia utilizan la puntuación del examen como principal criterio de admisión. Los programas de estudio más competitivos, como la medicina, requieren una puntuación más alta. La única gran excepción al uso del ICFES para admisión ocurre en la Universidad Nacional de Colombia, donde la institución practica su propio examen.

## Historia
El examen fue creado en 1966 cuando la Asociación Colombiana de Universidades y el Fondo Universitario firmaron el Acuerdo Número 65. Llegaron a este acuerdo basándose en las investigaciones del gobierno colombiano y de los miembros de las universidades colombianas. Inicialmente, el examen utilizaba una escala de puntuación que oscilaba entre 100 y 400 puntos y se basaba en gran medida en la memoria y los conceptos. Las materias evaluadas incluían biología, química, física, estudios sociales, dominio del español, matemáticas y una materia optativa que podía ser un idioma extranjero o una prueba de razonamiento lógico.
En el año 2000, el examen se reestructuró completamente para evaluar las habilidades académicas en lugar de la memorización de conceptos. El examen modificado también evaluaba ocho asignaturas obligatorias: lengua, matemáticas, estudios sociales, filosofía, biología, química, física y un segundo idioma (normalmente inglés, francés o alemán), y dos asignaturas optativas (normalmente Medio Ambiente o Violencia y Sociedad). El rendimiento en cada prueba se calificaba en una escala de 0 a 110-120 puntos, según los resultados obtenidos a nivel nacional. Las puntuaciones máximas más altas se daban en las asignaturas con peores resultados a nivel nacional. Los indicadores de rendimiento global se entregaron a cada alumno mediante una métrica denominada puesto, que iba de 1 a 1.000. Cada puesto contenía el 0,1% de la población total y se calculaba mediante un índice que se basaba en una media normalizada de las puntuaciones de cada asignatura y de la distribución de las puntuaciones. Calificar en el Puesto 1 significaba que un estudiante estaba en el 0,1% más alto de su administración de exámenes.
En 2014, se introdujo el examen actual, que sustituyó por completo al anterior. Esta nueva versión está más alineada con exámenes internacionales como el SAT y reduce las antiguas ocho materias obligatorias a cinco áreas: lectura crítica, matemáticas, sociales, ciencias naturales e inglés.
En 2016, el ICFES eliminó la métrica de puesto y comenzó a utilizar percentiles más tradicionales.

## Estructura
El examen consta de cinco secciones:
- Lectura crítica (41 preguntas)
- Matemáticas (50 preguntas, repartidas a partes iguales en dos sesiones)
- Estudios sociales (50 preguntas, distribuidas a partes iguales en dos sesiones)
- Ciencias naturales (58 preguntas, distribuidas a partes iguales en dos sesiones)
- Inglés (55 preguntas)
- Cuestionario socioeconómico (24 preguntas; no genera puntuación)

### Lectura crítica
La sección de lectura crítica contiene pasajes de diferentes fuentes académicas y literarias. Las respuestas a todas las preguntas se basan en el contenido explícito o implícito del pasaje. Esta sección de la prueba también incluye preguntas que miden los conocimientos filosóficos del alumno.

### Matemáticas
Una gran parte de la sección de matemáticas consiste en la resolución de problemas, en la que se pide a los estudiantes que analicen y saquen conclusiones a partir de datos numéricos (como gráficos y tablas) o que calculen las respuestas a un problema utilizando conocimientos matemáticos previos. La otra parte del examen requiere conocimientos en temas avanzados como cálculo, álgebra, trigonometría, probabilidad y secciones cónicas.

### Estudios sociales
Las preguntas de estudios sociales incluyen un contexto o fuentes como cuadros, gráficos, imágenes, periódicos o ensayos académicos que el estudiante debe analizar para proponer una solución a un problema. El examen evalúa el conocimiento de la Constitución colombiana, los principios económicos, la historia global, la política nacional e internacional y la geografía.

### Ciencias Naturales
La sección de ciencias naturales evalúa biología, química y física. Las preguntas suelen requerir que el alumno explique o prediga un fenómeno enunciado en un diagrama o en un texto utilizando conocimientos previos. Una gran parte de la prueba es experimental y requiere que el alumno proponga un experimento para evaluar diferentes fenómenos o que describa qué variables intervienen en el resultado y qué cambiaría si se modificaran esas variables. En el caso de la física, los temas evaluados son cinemática, electromagnetismo, ondas y termodinámica. Para química, se evalúan inorgánica y química orgánica, mezclas, reacciones y estequiometría. Para la biología, los conceptos incluyen Biología celular, ADN, Genética, Ecosistemas, Evolución y Redes alimentarias.

### Inglés
La sección de inglés se evalúa durante la segunda sesión del examen. Consta de siete partes de complejidad creciente y está destinada a evaluar la comprensión de textos y el uso del inglés. En la primera parte se evalúa la comprensión básica del inglés mediante traducciones y transcripciones. La última parte consta de cuatro pasajes de dificultad creciente. En dos de los pasajes, el alumno responde a una serie de preguntas basadas en el contenido expuesto o implícito en los pasajes. En los otros dos pasajes, el alumno selecciona una palabra que se ajuste correctamente a una frase de entre una selección de palabras gramaticalmente correctas.

### Normativa
El examen pretende evaluar las competencias académicas del alumno en cada tema. La estructura interna del examen está diseñada siguiendo un diseño centrado en la evidencia y establece que las habilidades (competencias) están definidas por una serie de afirmaciones. Estas afirmaciones se formulan utilizando evidencias basadas en la investigación. Las pruebas se evalúan mediante tareas e ítems, que se componen de un contexto, una pregunta y cuatro posibles respuestas.

### Puntuación
El examen del ICFES califica a los estudiantes mediante percentiles y una puntuación global que oscila entre 1 y 500 puntos, mientras que la puntuación de cada asignatura oscila entre 1 y 100 puntos. Las puntuaciones se calculan basándose en la modelo logístico de tres parámetros.

## Logística
El examen se divide en dos sesiones, cada una de las cuales dura cuatro horas y 30 minutos. El ICFES asigna a los estudiantes a diferentes centros de examen en colegios de todo el territorio colombiano, por lo que la mayoría de los estudiantes pueden llegar a colegios cercanos para realizar el examen. El ICFES gestiona la logística del examen pero contrata a diferentes empresas de transporte de valores que garantizan la integridad de la prueba.
El examen está disponible dos veces al año, y los estudiantes pueden elegir en qué momento lo presentan según el mes en que se gradúan, normalmente en junio o en diciembre. Por lo general, los estudiantes que se gradúan en junio hacen el examen en marzo, y los que se gradúan en diciembre lo hacen en agosto. El día del examen es siempre un domingo y se divide en dos sesiones de cuatro horas. Durante cada sesión, los alumnos pueden ir al baño una vez. En cuanto un alumno termina, puede salir de la sala siempre que hayan pasado más de dos horas y media desde el inicio de la sesión.
Hasta 2020, este examen no se tenía en cuenta para la admisión en la Universidad Nacional de Colombia, una de las principales universidades públicas de Colombia, porque la universidad administra su propia prueba. Debido a la pandemia del COVID-19, la universidad decidió abandonar su propia prueba de admisión y comenzó a considerar la puntuación del examen del ICFES como parte de los criterios de ingreso. Aunque regresada la -normalidad a partir de las admisiones del 2023-I se retomó con normalidad su tradicional examen y se abandonó el examen ICFES.

## Puntuaciones globales y percentiles
El siguiente gráfico resume las puntuaciones obtenidas por los estudiantes durante la segunda aplicación del examen en 2019. En esta administración del examen en particular, un total de 546.212 estudiantes se presentaron al examen.No hay registro de estudiantes con el puntaje máximo de 500 puntos.
| 477                                                          | 99.99982* |
| 470                                                          | 99.99945  |
| 460                                                          | 99.99908  |
| 450                                                          | 99.9985   |
| 440                                                          | 99.9934   |
| 430                                                          | 99.987    |
| 420                                                          | 99.978    |
| 410                                                          | 99.945    |
| 400                                                          | 99.89     |
| 390                                                          | 99.81     |
| 380                                                          | 99.61     |
| 370                                                          | 99.20     |
| 360                                                          | 98.5      |
| 350                                                          | 97.4      |
| 340                                                          | 95.8      |
| 330                                                          | 93.7      |
| 320                                                          | 90.9      |
| 310                                                          | 88        |
| 300                                                          | 83        |
| 290                                                          | 79        |
| 280                                                          | 73        |
| 270                                                          | 68        |
| 260                                                          | 61        |
| 250                                                          | 54        |
| 240                                                          | 47        |
| 230                                                          | 40        |
| 220                                                          | 33        |
| 210                                                          | 26        |
| 200                                                          | 20        |
| 190                                                          | 14        |
| 180                                                          | 9.6       |
| 170                                                          | 5.7       |
| 160                                                          | 2.8       |
| 150                                                          | 1.1       |
| 140                                                          | 0.27      |
| 130                                                          | 0.058     |
| 120                                                          | 0.026     |
| 110                                                          | 0.018     |
| 100                                                          | 0.012     |
| 0                                                            | 0.000*    |
| *La nota más alta de la historia fue 477. La más baja fue 0. |           |